# Danie Visser
Danie Visser (ur. 26 lipca 1961 w Rustenburgu) – południowoafrykański tenisista, reprezentant w Pucharze Davisa, zwycięzca turniejów wielkoszlemowych w grze podwójnej, lider rankingu ATP deblistów.

## Kariera tenisowa
Karierę zawodową Visser rozpoczął w 1988 roku, a zakończył w 1998 roku, skupiając swoje umiejętności głównie na grze podwójnej.
W grze pojedynczej wywalczył jeden 1 z cyklu ATP Challenger Tour.
W deblu odniósł 17 zwycięstw turniejowych rangi ATP World Tour, w tym 3 wielkoszlemowe, Australian Open w 1990 i 1993 roku oraz US Open w 1990 roku. Ponadto awansował do 25 finałów rozgrywek kategorii ATP World Tour, w tym Wimbledonu z 1990 roku.
W grze mieszanej Visser osiągnął 2 wielkoszlemowe finały, podczas French Open z 1990 i 1993 roku.
W latach 1992–1994 Visser reprezentował RPA W Pucharze Davisa rozgrywając przez ten okres 1 zwycięski pojedynek singlowy oraz 5 wygranych spotkań deblowych.
W rankingu gry pojedynczej Visser najwyżej był na 59. miejscu (24 września 1984), a w klasyfikacji gry podwójnej na 1. pozycji. Po raz pierwszy na szczyt listy gry podwójnej awansował 29 stycznia 1990 roku i łącznie liderował przez 27 tygodni. Rok 1990 zakończył również na 1. miejscu zarówno w indywidualnej klasyfikacji gry podwójnej, a także w rankingu par wspólnie z Pieterem Aldrichem.

### Finały w turniejach ATP World Tour
| Nazwa                        |
| ---------------------------- |
| Wielki Szlem                 |
| Igrzyska olimpijskie         |
| ATP Tour World Championships |
| ATP Masters Series           |
| ATP Championship Series      |
| ATP World Series             |

#### Gra mieszana (0–2)
| Końcowy wynik | Nr | Data            | Turniej            | Nawierzchnia | Partnerka     | Przeciwnicy                            | Wynik finału   |
| ------------- | -- | --------------- | ------------------ | ------------ | ------------- | -------------------------------------- | -------------- |
| Finalista     | 1. | 10 czerwca 1990 | French Open, Paryż | Ceglana      | Nicole Provis | Arantxa Sánchez Vicario Jorge Lozano   | 6:7(5), 6:7(8) |
| Finalista     | 2. | 6 czerwca 1993  | French Open, Paryż | Ceglana      | Elna Reinach  | Jewgienija Maniokowa Andriej Olchowski | 2:6, 6:4, 4:6  |

#### Gra podwójna (17–25)
| Końcowy wynik | Nr  | Data                 | Turniej                    | Nawierzchnia    | Partner           | Przeciwnicy                         | Wynik finału       |
| ------------- | --- | -------------------- | -------------------------- | --------------- | ----------------- | ----------------------------------- | ------------------ |
| Finalista     | 1.  | 23 maja 1982         | Monachium                  | Ceglana         | Tian Viljoen      | Chip Hooper Mel Purcell             | 4:6, 6:7           |
| Finalista     | 2.  | 27 lutego 1983       | La Quinta                  | Twarda          | Tian Viljoen      | Brian Gottfried Raúl Ramírez        | 3:6, 3:6           |
| Finalista     | 3.  | 18 września 1983     | Palermo                    | Ceglana         | Tian Viljoen      | Pablo Arraya José Luis Clerc        | 6:1, 4:6, 4:6      |
| Zwycięzca     | 1.  | 22 czerwca 1985      | Bristol                    | Trawiasta       | Eddie Edwards     | John Alexander Russell Simpson      | 6:4, 7:6           |
| Finalista     | 4.  | 28 lipca 1985        | Livingston                 | Twarda          | Eddie Edwards     | Mike De Palmer Peter Dooha          | 3:6, 4:6           |
| Finalista     | 5.  | 9 lutego 1986        | Toronto                    | Dywanowa (hala) | Christo Steyn     | Wojciech Fibak Joakim Nyström       | 3:6, 6:7           |
| Finalista     | 6.  | 6 kwietnia 1986      | Atlanta                    | Dywanowa (hala) | Christo Steyn     | Andy Kohlberg Robert Van’t Hof      | 2:6, 3:6           |
| Zwycięzca     | 2.  | 21 czerwca 1986      | Bristol                    | Trawiasta       | Christo Steyn     | Mark Edmondson Wally Masur          | 6:7, 7:6, 12-10    |
| Finalista     | 7.  | 24 sierpnia 1986     | Cincinnati                 | Twarda          | Christo Steyn     | Mark Kratzmann Kim Warwick          | 3:6, 4:6           |
| Finalista     | 8.  | 12 października 1986 | Tel Awiw-Jafa              | Twarda          | Christo Steyn     | John Letts Peter Lundgren           | 3:6, 6:3, 3:6      |
| Finalista     | 9.  | 8 lutego 1987        | Filadelfia                 | Dywanowa (hala) | Christo Steyn     | Sergio Casal Emilio Sánchez         | 6:3, 1:6, 6:7      |
| Finalista     | 10. | 28 lutego 1988       | Filadelfia                 | Dywanowa (hala) | Kevin Curren      | Kelly Evernden Johan Kriek          | 6:7, 3:6           |
| Zwycięzca     | 3.  | 1 maja 1988          | Charleston                 | Ceglana         | Pieter Aldrich    | Jorge Lozano Todd Witsken           | 7:6, 6:3           |
| Finalista     | 11. | 8 maja 1988          | Forest Hills               | Ceglana         | Pieter Aldrich    | Jorge Lozano Todd Witsken           | 3:6, 6:7           |
| Finalista     | 12. | 12 czerwca 1988      | Londyn                     | Trawiasta       | Pieter Aldrich    | Ken Flach Robert Seguso             | 2:6, 6:7           |
| Finalista     | 13. | 31 lipca 1988        | Stratton Mountain          | Twarda          | Pieter Aldrich    | Jorge Lozano Todd Witsken           | 3:6, 6:7           |
| Finalista     | 14. | 15 stycznia 1989     | Sydney                     | Twarda          | Pieter Aldrich    | Darren Cahill Wally Masur           | 4:6, 3:6           |
| Finalista     | 15. | 6 sierpnia 1989      | Stratton Mountain          | Twarda          | Pieter Aldrich    | Mark Kratzmann Wally Masur          | 3:6, 6:4, 6:7      |
| Zwycięzca     | 4.  | 13 sierpnia 1989     | Indianapolis               | Twarda          | Pieter Aldrich    | Peter Doohan Wally Masur            | 7:6, 7:6           |
| Finalista     | 16. | 20 sierpnia 1989     | Cincinnati                 | Twarda          | Pieter Aldrich    | Ken Flach Robert Seguso             | 4:6, 4:6           |
| Zwycięzca     | 5.  | 1 października 1989  | San Francisco              | Dywanowa (hala) | Pieter Aldrich    | Paul Annacone Christo Van Rensburg  | 6:4, 6:3           |
| Zwycięzca     | 6.  | 29 października 1989 | Frankfurt                  | Dywanowa (hala) | Pieter Aldrich    | Kevin Curren Eric Jelen             | 7:6, 6:7, 6:3      |
| Finalista     | 17. | 14 stycznia 1990     | Sydney                     | Twarda          | Pieter Aldrich    | Pat Cash Mark Kratzmann             | 4:6, 5:7           |
| Zwycięzca     | 7.  | 28 stycznia 1990     | Australian Open, Melbourne | Twarda          | Pieter Aldrich    | Grant Connell Glenn Michibata       | 6:4, 4:6, 6:1, 6:4 |
| Finalista     | 18. | 8 lipca 1990         | Wimbledon, Londyn          | Trawiasta       | Pieter Aldrich    | Rick Leach Jim Pugh                 | 6:7, 6:7, 6:7      |
| Zwycięzca     | 8.  | 22 lipca 1990        | Stuttgart                  | Ceglana         | Pieter Aldrich    | Per Henricsson Nicklas Utgren       | 6:3, 6:4           |
| Zwycięzca     | 9.  | 9 września 1990      | US Open, Nowy Jork         | Twarda          | Pieter Aldrich    | Paul Annacone David Wheaton         | 6:2, 7:6, 6:2      |
| Zwycięzca     | 10. | 14 października 1990 | Berlin                     | Dywanowa (hala) | Pieter Aldrich    | Kevin Curren Patrick Galbraith      | 7:6, 7:6           |
| Finalista     | 19. | 5 maja 1991          | Monachium                  | Ceglana         | Anders Järryd     | Patrick Galbraith Todd Witsken      | 5:7, 4:6           |
| Finalista     | 20. | 12 maja 1991         | Hamburg                    | Ceglana         | Cássio Motta      | Sergio Casal Emilio Sánchez         | 6:4, 3:6, 2:6      |
| Zwycięzca     | 11. | 14 lipca 1991        | Gstaad                     | Ceglana         | Gary Muller       | Guy Forget Jakob Hlasek             | 7:6, 6:4           |
| Finalista     | 21. | 9 lutego 1992        | San Francisco              | Twarda (hala)   | Pieter Aldrich    | Jim Grabb Richey Reneberg           | 4:6, 5:7           |
| Zwycięzca     | 12. | 5 kwietnia 1992      | Johannesburg               | Twarda          | Pieter Aldrich    | Wayne Ferreira Piet Norval          | 6:4, 6:4           |
| Finalista     | 22. | 19 kwietnia 1992     | Nicea                      | Ceglana         | Pieter Aldrich    | Patrick Galbraith Scott Melville    | 1:6, 6:3, 4:6      |
| Zwycięzca     | 13. | 26 lipca 1992        | Toronto                    | Twarda          | Patrick Galbraith | Andre Agassi John McEnroe           | 6:4, 6:4           |
| Finalista     | 23. | 8 listopada 1992     | Paryż                      | Dywanowa (hala) | Patrick Galbraith | John McEnroe Patrick McEnroe        | 4:6, 2:6           |
| Zwycięzca     | 14. | 31 stycznia 1993     | Australian Open, Melbourne | Twarda          | Laurie Warder     | John Fitzgerald Anders Järryd       | 6:4, 6:3, 6:4      |
| Zwycięzca     | 15. | 23 maja 1993         | Bolonia                    | Ceglana         | Laurie Warder     | Luke Jensen Murphy Jensen           | 4:6, 6:4, 6:4      |
| Zwycięzca     | 16. | 24 października 1993 | Lyon                       | Dywanowa (hala) | Gary Muller       | John-Laffnie de Jager Stefan Kruger | 6:3, 7:6           |
| Finalista     | 24. | 31 października 1993 | Sztokholm                  | Dywanowa (hala) | Gary Muller       | Todd Woodbridge Mark Woodforde      | 1:6, 6:3, 2:6      |
| Zwycięzca     | 17. | 19 czerwca 1994      | Manchester                 | Trawiasta       | Rick Leach        | Scott Davis Trevor Kronemann        | 6:4, 4:6, 7:6      |
| Finalista     | 25. | 25 czerwca 1995      | Nottingham                 | Trawiasta       | Patrick Galbraith | Luke Jensen Murphy Jensen           | 3:6, 7:5, 4:6      |